# Disolfuro di silicio
Il disolfuro di silicio è il composto inorganico con formula SiS2. Come il biossido di silicio, questo materiale è polimerico,ma adotta una struttura 1-dimensionale molto diversa dalle solite forme di SiO2.

## Sintesi, struttura e proprietà
Il materiale è formato riscaldando silicio e zolfo o dalla reazione di scambio tra SiO2 e Al2S3. Il materiale è costituito da catene di tetraedri condivisi dai bordi,Si(μ-S)2Si(μS)2,
Come altri composti dello zolfo di silicio (ad esempio, acido bis(trimetilsilil)solfuro) SiS2 si idrolizza facilmente per rilasciare H2S. Nell'ammoniaca liquida si segnalano l'imide Si(NH)2 e NH4SH,ma un recente rapporto ha identificato cristallino (NH4)2[SiS3(NH3)]·2NH3 come un prodotto che contiene l'anione tiosilicato tetraedro, SiS3(NH3).
La reazione con l'etanolo dà l'alossido tetraetilico ortosilicato e H2S.tert-butanolo ingombrante, l'alcolisi dà tris(tert-butossi)silanetiolo:
3 (CH3)3COH + SiS2 → [(CH3)3CO]3SiSH + H2S
Reazione con solfuro di sodio, solfuro di magnesio e solfuro di alluminio danno tiosilicati.
Si dice che  si trova in alcuni oggetti interstellari